# Витшищка
Витшищка (пол. Wytrzyszczka) — село в Польщі, у гміні Чхув Бжеського повіту Малопольського воєводства.
Населення — 460 осіб (2011).
У 1975-1998 роках село належало до Тарновського воєводства.

## Демографія
Демографічна структура станом на 31 березня 2011 року:
|          | Загалом | Допрацездатний вік | Працездатний вік | Постпрацездатний вік |
| -------- | ------- | ------------------ | ---------------- | -------------------- |
| Чоловіки | 240     | 59                 | 155              | 26                   |
| Жінки    | 220     | 51                 | 127              | 42                   |
| Разом    | 460     | 110                | 282              | 68                   |